# Left-To-Live

## Il disco
Left-To-Live è il titolo del quinto album della band di rock psichedelico-progressivo italiana Twenty Four Hours. I brani che compongono il disco sono stati ideati nel periodo compreso fra marzo 2014 e agosto 2015, anche se la fase cruciale di composizione vera e propria è avvenuta nello stesso trullo, la tipica costruzione rurale pugliese, a San Marco di Locorotondo dove nel 1995 era stato composto e registrato il terzo album della band Oval Dreams. Tuttavia, le successive fasi di arrangiamento e produzione si sono svolte nel periodo compreso fra marzo e luglio 2015 fra Fano (PU) e Preganziol (TV).
Per la prima volta la band si è rivolta ad un produttore artistico esterno, Andrea Valfrè, già produttore di Le Orme e Lùnapop, il quale ha curato l'arrangiamento di cinque dei dodici brani dell'album ed il mixaggio dell'intero lavoro in dominio totalmente analogico. Il mastering è invece stato affidato a Marco Lincetto, produttore discografico proprietario dell'etichetta Velut Luna che nel 2012 aveva pubblicato l'edizione "audiophile" di Oval Dreams in vinile.
Il disco è stato pubblicato nell'aprile 2016 da Musea, l'etichetta francese di progressive rock storicamente legata alla band dal 1998, mentre dal 29 marzo 2016 l'album era già disponibile su iTunes e dal 30 marzo su Deezer e Spotify. Recentemente sono disponibili anche i files ad alta risoluzione (HD) a 88,2 KHz/24 bit su Bandcamp
Le tematiche sviluppate su Left-To-Live, che viene annunciato dalla band come un classico concept-album, sono essenzialmente di tipo sociale, ma vengono affrontate con un approccio onirico-paradossale; la band si chiede infatti: "Se l'umanità intera avesse solo 24 ore rimaste da vivere, quali ricordi passerebbero davanti alla sua mente virtuale prima del definitivo trapasso?" La copertina, un collage di immagini forti ed evocative delle grandi tragedie umane, dall'inquisizione ai grandi genocidi, dalle crociate alla Jihad, dallo sterminio degli Indiani d'America alla bomba atomica, dalla deforestazione al cyber bullismo, ci racconta con un colpo d'occhio proprio il "flash" che l'umanità avrebbe prima dell'atto finale. E non vi sono bei ricordi o concessioni ad eventi lieti, nemmeno nei testi dei brani più rappresentativi di questo album, se non qualche riferimento all'amore, e ad un'eterea sorella che racconta della sua famiglia, anch'essa virtuale, come se fossero l'unica ancora di salvezza, l'unico esile filo di speranza, prima dell'inevitabile epilogo.
Il secondo brano dell'album, "Sister Never Born" è ispirato all'ultimo romanzo di Francesco Carofiglio, "Voglio vivere una volta sola" e il relativo video, uscito il 31 ottobre del 2015, si è classificato fra i migliori brani progressive assieme a Steven Wilson dei Porcupine Tree, ormai lanciato in una prolifica carriera solista e Steve Hackett dei Genesis sulla rivista web inglese Teamrock.com. La vigilia di Natale 2015 è invece stato pubblicato il video del 3° brano dell'album, "That Old House", mentre a Pasqua ha visto la luce il videoclip del primo brano dell'album "Soccer Killer", dedicato ai 13 bambini giustiziati dagli Jihadisti dell'ISIS il 12 gennaio 2015 a Mossul in Iraq per aver guardato una partita di calcio in televisione
Recentemente, numerose riviste hanno pubblicato recensioni molto positive dell'ultima uscita della band paragonando "Left-To-Live" ai migliori capolavori dei Genesis, Supertramp, King Crimson e Pink Floyd

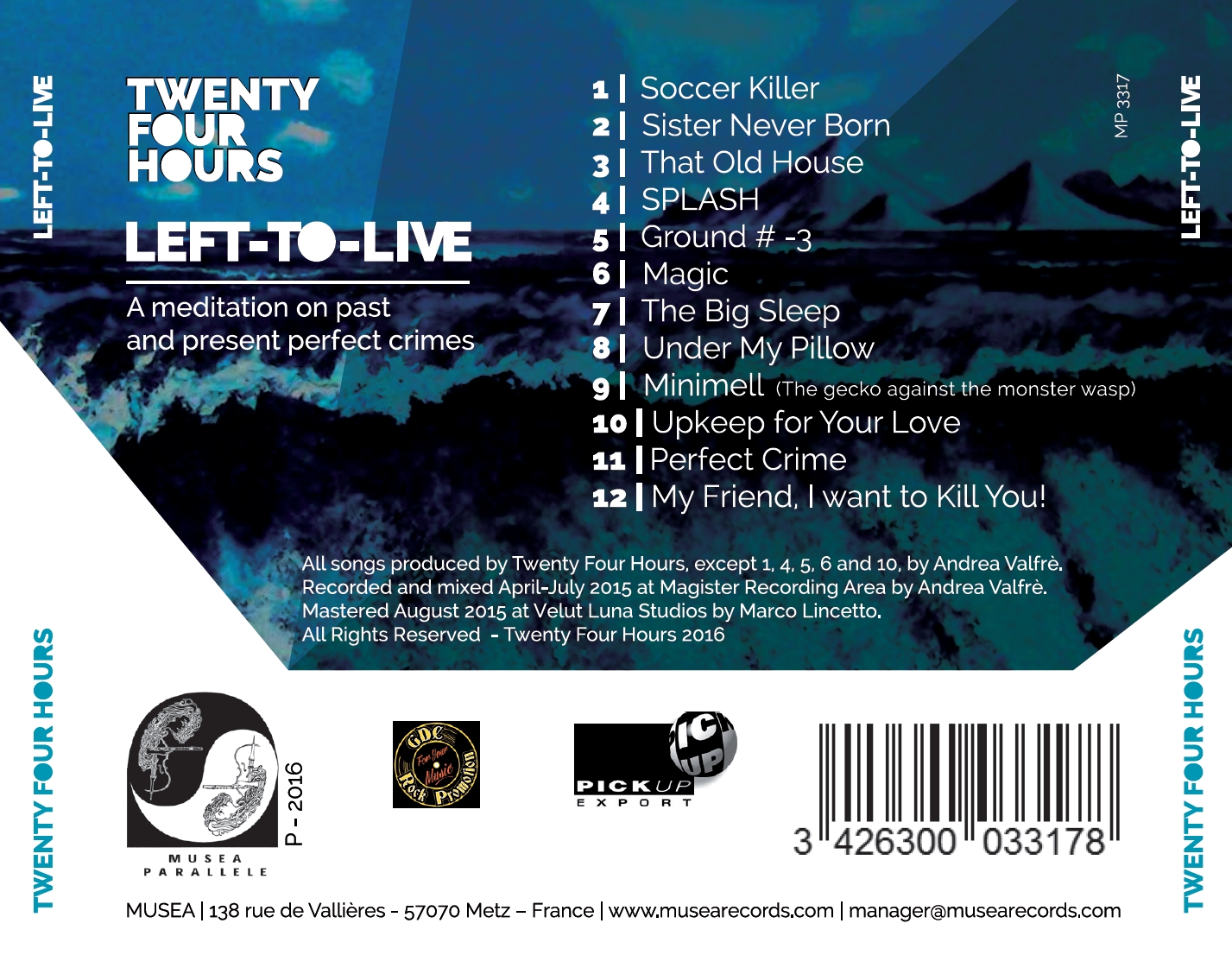
Retrocopertina di Left-To-Live, quinto album in studio dei Twenty Four Hours

## Tracce
1. Soccer Killer – 4:21
2. Sister Never Born – 6:13
3. That Old House – 4:52
4. Splash – 4:30
5. Magic – 4:07
6. Ground# -3 – 4:23
7. The Big Sleep – 4:43
8. Under My Pillow – 5:32
9. Minimell (The Gecko Against The Monster Wasp) – 5:45
10. Upkeep For Your Love – 4:07
11. Perfect Crime – 5:31
12. My Friend, I Want To Kill You! – 6:25